# Madison McLeish
Madison McLeish (31 ottobre 1992) è un'ex sciatrice alpina e sciatrice freestyle canadese.

## Biografia
Figlia di Robin, a sua volta sciatore alpino, e attiva in gare FIS dal dicembre del 2008, la McLeish gareggiò prevalentemente nello sci alpino in Nor-Am Cup, dove esordì il 9 dicembre 2009 a Lake Louise in discesa libera (20ª), ottenne il primo podio il 28 febbraio 2010 ad Aspen in supercombinata (3ª), l'unica vittoria il 13 dicembre 2010 a Panorama in supergigante e l'ultimo podio il 10 febbraio 2011 ad Aspen in supercombinata (3ª).
In Coppa del Mondo disputò una sola gara, la discesa libera di Lake Louise del 4 dicembre 2011 (55ª). Si ritirò durante la stagione 2012-2013 e la sua ultima gara fu uno slalom gigante FIS disputato il 19 dicembre a Panorama, chiuso dalla McLeish all'8º posto; in quella stessa stagione 2012-2013 gareggiò anche nel freestyle, specialità ski cross, prendendo parte a due gare della Nor-Am Cup e conquistando un podio, il 9 febbraio a Beaver Valley (3ª). Non prese parte a rassegne olimpiche o iridate.

## Palmarès

### Sci alpino

#### Nor-Am Cup
- Miglior piazzamento in classifica generale: 9ª  nel 2011
- 4 podi:
  - 1 vittoria
  - 1 secondo posto
  - 2 terzi posti

##### Nor-Am Cup - vittorie
| Data             | Località | Paese  | Specialità |
| ---------------- | -------- | ------ | ---------- |
| 13 dicembre 2010 | Panorama | Canada | SG         |

Legenda:

SG = supergigante

#### Campionati canadesi
- 1 medaglia:
  - 1 oro (supergigante nel 2011)

### Freestyle

#### Nor-Am Cup
- Miglior piazzamento nella classifica di ski cross: 14ª  nel 2013
- 1 podio:
  - 1 terzo posto